# El Vigía, Diario Marítimo Español
El Vigía, decano de la prensa del transporte y la logística, fue una publicación diaria de información marítima, aparecida en Barcelona en 1895 y que dejó de publicarse el 19 de noviembre de 2020. En su última etapa, era un magazine mensual y un diario web (elvigia.com) especializados en el transporte, la logística y las infraestructuras. La última editora de la publicación, Eaxa Press, entró en concurso de acreedores en septiembre de 2020, el segundo en apenas dos años, como certificó el BOE del pasado 28 de octubre (https://www.boe.es/boe/dias/2020/10/28/pdfs/BOE-B-2020-38032.pdf) y pocas semanas después se vio obligada a cerrar.
Fundado por Julián Amich Bert, periodista, escritor y marino mercante, asumió la dirección del diario hasta su muerte en 1968. La razón de ser de la publicación era informar puntualmente de las incidencias y novedades del transporte marítimo y que esta tuviera una periodicidad diaria para reflejar con esa asiduidad la actualidad marítima española, y en particular la generada por el movimiento portuario barcelonés.
Fue el primer diario creado en España tras la guerra civil española[cita requerida] y esta concesión (un privilegio en el régimen franquista de la época, ya que hasta la década de los 60, con el ministro Fraga, no se fundó otro diario en España) se debió a la presión y el interés mostrado por los armadores, consignatarios y otros operadores portuarios ubicados en Barcelona, en disponer de un medio eficaz para informar del acontecer diario del transporte marítimo. En esta reivindicación se contó con el apoyo tácito de la entonces Cámara de Comercio y Navegación de Barcelona, y de su secretario, Félix Escalas, interesados en disponer de un medio en donde poder reflejar una información objetiva, empresarial y diaria del movimiento de buques y el anuncio de salidas y llegadas previstas del puerto de Barcelona, de cara asegurar fletes, notificar incidencias, y reflejar partes de aseguradoras. 
Con el tiempo este objetivo fue ampliándose para otros puertos españoles, principalmente con el del puerto de Tarragona. El Vigía era la versión española de diarios que ya se publicaban en otros puertos europeos, como el Opperatori Marittimi de Génova, o el Journal de Marsella.

## Directores
Los dos primeros directores del diario, asumieron asimismo el papel de editores de la publicación (PEVSA - Publicaciones El Vigía, S.A.), en un estilo muy sajón de la visión del concepto de la empresa periodística, y no muy bien visto por el stablishment de la prensa española de la época. 
Julián Amich Bert, a la vez que editor, marcó la línea del diario hasta su muerte en 1968. Fue relevado por el capitán de la marina mercante, Luís Ivars Portabella, que a su vez era también el editor de la publicación, junto con su esposa, Flora Amich, hija del fundador del diario. Ambos relanzaron la editorial a nivel comercial, impulsando otras publicaciones como el Anuario del Puerto de Barcelona y otras de índole cultural y artístico, sobre todo de pintura y dibujo.
En 1982 los editores-propietarios nombran director de "El Vigía" al periodista Joan Rosés, que renueva la línea editorial y profesionaliza el diario, así como su imagen tipográfica, introduciendo las nuevas tecnologías en la edición del diario y ampliando el contenido informativo en otras áreas vinculadas con el periodismo económico y financiero. 
En 1985 asume la dirección del periódico Angel Joaniquet Ortega, periodista, redactor jefe del diario durante la dirección de Rosés. En este periodo se consolida la renovación tecnológica y se amplían las secciones vinculadas con los temas relacionados con el transporte marítimo, el comercio internacional, la logística y el transporte multimodal y se abre a la información de la actividad náutica recreativa, debido la gran vinculación de muchos empresarios del sector marítimo con este deporte.
Durante su dirección hay un cambio de propiedad de la editora, y entra como nuevo editor (enero de 1987) el economista Josep Jové Novell, representante de los nuevos accionistas, que se vincula a la publicación como gerente de la editora. Tras su muerte, repentina (septiembre de 1989), es sustituido por José Antonio Perallón, que asume durante el periodo 1989 a 1993 la figura de editor de la empresa PEVSA.
A causa de las discrepancias entre el grupo de accionistas de la empresa, en cómo enfocar el negocio periodístico, esta entra en crisis empresarial, lo que obliga, en agosto de 1994, a su cierre patronal. 
Dos años después, Dalmau Codina Boada, rescata la cabecera del diario y reinicia la publicación del mismo, informando, como siempre, sobre el Puerto de Barcelona. En 2004, lanza El Vigía Semanal, con distribución en toda España. En agosto de 2010, la publicación diaria desaparece para pasar a formato digital, si bien, se mantiene el semanario en papel iniciado en el año 2005 y de tirada estatal. 
En 2018, El Vigía inicia una nueva etapa tras dejar atrás un concurso de acreedores y ser adquirido por el grupo editorial Eaxa Press, integrado por una parte de los trabajadores de la plantilla. Los nuevos responsables reformularon el concepto y modernizaron el diseño de la publicación, convirtiendo el semanario en un nuevo magazine mensual, que priorizaba el análisis y dio más espacio a la opinión, con más entrevistas, abordando los temas con mayor profundidad y un enfoque global. Posteriormente, en septiembre de 2020, vuelve a entrar en concurso de acreedores, el segundo en pocos meses de diferencia, como acredita el BOE publicado el pasado día 28 de octubre.

## Precedentes
En la conmemoración del número 10.000 del diario "El Vigía", editado el jueves, 28 de noviembre de 1991, se recuerdaba como "hoy editamos el número 10.000 de "El Vigía" de su tercera época", señalando que la historia de "El Vigía" se remonta a 1895, cuando el 16 de junio de aquel año sale un semanario con esta cabecera en la Barceloneta, barrio portuario de Barcelona. Tras un intervalo de 20 años de inactividad, se produce una segunda época cuando Julián Amich funda en 1932 el "Boletín Marítimo y Mercantil". Su tercera época, surgió después de la postguerra, al refundar el propio Amich, en 1955 aquel boletín, adoptando el nombre de "El Vigía. Boletín de Navegación, Comercio, de periodicidad diaria".
Pero el precedente más antiguo de una publicación con cabecera "El Vigía" se remonta al año 1809, cuando se fundó en Cádiz un diario de cariz antinapoleónico y liberal, que utilizó este nombre, y fue el órgano de prensa de un grupo de diputados radicales que participaron en la redacción de la Constitución de 1812.